# Coupe des îles Féroé de football
La Coupe des Îles Féroé de football est une compétition annuelle de football disputée entre clubs féroïens. Il y avait 15 clubs lors de l'édition 2024.
Cette compétition est actuellement connue sous le nom de Løgmanssteypið (Trophée du Premier Ministre) et a été créée en 1955. La finale du tournoi se dispute à Tórshavn au stade Tórsvøllur.

## Histoire
La première décennie du tournoi a été marquée par l’alternance des titres entre le HB Tórshavn et le TB Tvøroyri. Dans les éditions suivantes, des équipes comme le B36 Tórshavn, le KÍ Klaksvík et le GÍ Gøta (équipe disparue, devenue le Víkingur Gøta) ont également été championnes, mais pas suffisamment pour approcher le nombre de titres du HB Tórshavn. Cependant, ces dernières années, la coupe a été dominée par l'EB/Streymur et le Víkingur Gøta, qui ont alterné les titres pendant neuf éditions. Aujourd'hui les vainqueurs se succèdent comme KÍ Klaksvík (2016), NSÍ Runavík (2017), B36 Tórshavn (2018 et 2021), HB Tórshavn (2019, 2020, 2023 et 2024) et Víkingur Gøta (2022).

## Clubs participants en 2024
| \| EBS 07V B36 HB B68 ÍF KÍ NSÍ TB VÍK SÍF B71 HOY SUð AB \| Localisation des clubs engagés dans la coupe nationale 2024. |
| EBS 07V B36 HB B68 ÍF KÍ NSÍ TB VÍK SÍF B71 HOY SUð AB                                                                    |

- AB Argir - 1.deild
- 07 Vestur - Betrideildin
- B36 Tórshavn - Betrideildin
- B68 Toftir - Betrideildin
- EB/Streymur - Betrideildin
- HB Tórshavn - Betrideildin Tenant du Titre
- KÍ Klaksvík - Betrideildin
- NSI Runavik - Betrideildin
- Skála ÍF - Betrideildin
- Víkingur Gøta - Betrideildin
- B71 Sandoy - 1.deild
- ÍF Fuglafjørður - Betrideildin
- TB Tvøroyri - 1.deild
- FC Hoyvík - 1.deild
- FC Suðuroy - 1.deild

## Palmarès

### Vainqueurs
| Saison | Vainqueur          | Score              | Finaliste          |
| ------ | ------------------ | ------------------ | ------------------ |
| 1955   | HB Tórshavn        | 3 - 1              | KÍ Klaksvík        |
| 1956   | TB Tvøroyri        | 5 - 2              | VB Vágur           |
| 1957   | HB Tórshavn        | 1 - 0              | KÍ Klaksvík        |
| 1958   | TB Tvøroyri        | 5 - 3              | HB Tórshavn        |
| 1959   | HB Tórshavn        | 1 - 0              | B36 Tórshavn       |
| 1960   | TB Tvøroyri        | 3 - 0              | HB Tórshavn        |
| 1961   | TB Tvøroyri        | 2 - 0              | B36 Tórshavn       |
| 1962   | HB Tórshavn        | 2 - 1 ap           | TB Tvøroyri        |
| 1963   | HB Tórshavn        | 7 - 1              | B36 Tórshavn       |
| 1964   | HB Tórshavn        | 3 - 3 ap 4 - 3 ap  | B36 Tórshavn       |
| 1965   | B36 Tórshavn       | 3 - 2              | HB Tórshavn        |
| 1966   | KÍ Klaksvík        | 4 - 2              | HB Tórshavn        |
| 1967   | KÍ Klaksvík        | 6 - 2              | B36 Tórshavn       |
| 1968   | HB Tórshavn        | 2 - 1              | B36 Tórshavn       |
| 1969   | HB Tórshavn        | 2 - 0              | B36 Tórshavn       |
| 1970   | Titre non attribué | Titre non attribué | Titre non attribué |
| 1971   | HB Tórshavn        | 9 - 0              | TB Tvøroyri        |
| 1972   | HB Tórshavn        | 6 - 1              | B36 Tórshavn       |
| 1973   | HB Tórshavn        | 2 - 1              | KÍ Klaksvík        |
| 1974   | VB Vágur           | 4 - 0 3 - 5        | HB Tórshavn        |
| 1975   | HB Tórshavn        | 5 - 2 2 - 2        | ÍF Fuglafjørður    |
| 1976   | HB Tórshavn        | 1 - 0 3 - 0        | TB Tvøroyri        |
| 1977   | TB Tvøroyri        | 1 - 3 3 - 0        | VB Vágur           |
| 1978   | HB Tórshavn        | 1 - 2 2 - 1 3 - 1  | TB Tvøroyri        |
| 1979   | HB Tórshavn        | 5 - 0              | KÍ Klaksvík        |
| 1980   | HB Tórshavn        | 2 - 1              | NSÍ Runavík        |
| 1981   | HB Tórshavn        | 5 - 1              | TB Tvøroyri        |
| 1982   | HB Tórshavn        | 2 - 1              | ÍF Fuglafjørður    |
| 1983   | GÍ Gøta            | 5 - 1              | Royn Hvalba        |
| 1984   | HB Tórshavn        | 2 - 0              | GÍ Gøta            |
| 1985   | GÍ Gøta            | 4 - 2              | NSÍ Runavík        |
| 1986   | NSÍ Runavík        | 3 - 1              | LÍF Leirvik        |
| 1987   | HB Tórshavn        | 2 - 2 ap 3 - 0     | ÍF Fuglafjørður    |
| 1988   | HB Tórshavn        | 1 - 0              | NSÍ Runavík        |
| 1989   | HB Tórshavn        | 1 - 1 ap 2 - 0     | B71 Sandoy         |
| 1990   | KÍ Klaksvík        | 6 - 1              | GÍ Gøta            |
| 1991   | B36 Tórshavn       | 3 - 0              | HB Tórshavn        |
| 1992   | HB Tórshavn        | 1 - 0              | KÍ Klaksvík        |
| 1993   | B71 Sandoy         | 1 - 1 ap 2 - 1 ap  | HB Tórshavn        |
| 1994   | KÍ Klaksvík        | 2 - 1              | B71 Sandoy         |
| 1995   | HB Tórshavn        | 3 - 1              | B68 Toftir         |
| 1996   | GÍ Gøta            | 2 - 2 ap 5 - 3 ap  | HB Tórshavn        |
| 1997   | GÍ Gøta            | 6 - 0              | VB Vágur           |
| 1998   | HB Tórshavn        | 2 - 0              | KÍ Klaksvík        |
| 1999   | KÍ Klaksvík        | 3 - 1              | B36 Tórshavn       |
| 2000   | GÍ Gøta            | 1 - 0              | HB Tórshavn        |
| 2001   | B36 Tórshavn       | 1 - 0              | KÍ Klaksvík        |
| 2002   | NSÍ Runavík        | 3 - 1              | HB Tórshavn        |
| 2003   | B36 Tórshavn       | 3 - 1 ap           | GÍ Gøta            |
| 2004   | HB Tórshavn        | 3 - 1              | NSÍ Runavík        |
| 2005   | GÍ Gøta            | 4 - 1              | ÍF Fuglafjørður    |
| 2006   | B36 Tórshavn       | 2 - 1              | KÍ Klaksvík        |
| 2007   | EB/Streymur        | 4 - 3              | HB Tórshavn        |
| 2008   | EB/Streymur        | 3 - 2              | B36 Tórshavn       |
| 2009   | Víkingur Gøta      | 3 - 2              | EB/Streymur        |
| 2010   | EB/Streymur        | 1 - 0              | ÍF Fuglafjørður    |
| 2011   | EB/Streymur        | 3 - 0              | ÍF Fuglafjørður    |
| 2012   | Víkingur Gøta      | 3 - 3 ap 5 - 4 tab | EB/Streymur        |
| 2013   | Víkingur Gøta      | 2 - 0              | EB/Streymur        |
| 2014   | Víkingur Gøta      | 1 - 0              | HB Tórshavn        |
| 2015   | Víkingur Gøta      | 3 - 0              | NSÍ Runavík        |
| 2016   | KÍ Klaksvík        | 1 - 1 ap 5 - 3 tab | Víkingur Gøta      |
| 2017   | NSÍ Runavík        | 1 - 0              | B36 Tórshavn       |
| 2018   | B36 Tórshavn       | 2 - 2 ap 5 - 4 tab | HB Tórshavn        |
| 2019   | HB Tórshavn        | 3 - 1              | Víkingur Gøta      |
| 2020   | HB Tórshavn        | 2 - 0              | Víkingur Gøta      |
| 2021   | B36 Tórshavn       | 1 - 1 ap 4 - 3 tab | NSÍ Runavík        |
| 2022   | Víkingur Gøta      | 1 - 0              | KÍ Klaksvík        |
| 2023   | HB Tórshavn        | 0 - 0 ap 5 - 3 tab | B68 Toftir         |
| 2024   | HB Tórshavn        | 2 - 2 ap 4 - 3 tab | B36 Tórshavn       |

1. 1 2 3 4 5  La victoire se joue au match retour.
2. ↑  HB Tórshavn et KÍ Klaksvík atteignent la finale, mais le KÍ refuse de jouer la rencontre au stade Gundadalur, enceinte du HB. Le demi-finaliste perdant VB Vágur est alors invité à prendre sa place mais refuse également. La fédération féroienne décide alors d'annuler le tournoi plutôt que d'attribuer la coupe à HB Tórshavn.
3. 1 2 3 4  La victoire au cumul des deux matchs.
4. ↑  La victoire se joue sur terrain neutre.

### Bilan
| Club          | Finales gagnées (Première-Dernière) | Finales perdues (Première-Dernière) |
| ------------- | ----------------------------------- | ----------------------------------- |
| HB Tórshavn   | 30 (1955-2024)                      | 13 (1958-2018)                      |
| B36 Tórshavn  | 7 (1965-2021)                       | 12 (1959-2024)                      |
| GÍ Gøta       | 6 (1983-2005)                       | 3 (1984-2003)                       |
| KÍ Klaksvík   | 6 (1966-2016)                       | 9 (1955-2022)                       |
| Víkingur Gøta | 6 (2009-2022)                       | 3 (2016-2020)                       |
| TB Tvøroyri   | 5 (1956-1977)                       | 5 (1962-1978)                       |
| EB/Streymur   | 4 (2007-2011)                       | 3 (2009-2013)                       |
| NSÍ Runavík   | 3 (1986-2017)                       | 6 (1980-2021)                       |
| VB Vágur      | 1 (1974)                            | 3 (1956-1997)                       |
| B71 Sandoy    | 1 (1993)                            | 2 (1989-1994)                       |

## Statistiques
- Plus grand nombre de victoires en finale pour un club : 30 HB Tórshavn
- Plus grand nombre de participation à une finale pour un club : 43 HB Tórshavn
- Plus grand nombre de défaites en finale pour un club : 13 HB Tórshavn
- Plus grand nombre de victoires consécutives pour un club : 5 HB Tórshavn de 1968 à 1973 et de 1978 à 1982
- Plus grand nombre de finales consécutives pour un club : 8 HB Tórshavn de 1968 à 1976
- Victoire la plus large (sans compter les finales rejouées) : 6 GÍ Gøta 6-0 VB Vágur
- Plus grand nombre de buts marqués en finale (sans compter les finales rejouées) : 12 VB Vágur 7-5 HB Tórshavn en 1974
- Clubs ayant perdu une finale sans jamais en avoir gagné : 
  - ÍF Fuglafjørður (6 finales perdues).
  - B68 Toftir (2 finales perdues).
  - Royn Hvalba (1 finale perdue).
  - LÍF Leirvik (1 finale perdue).